# Afro Blue (Album)
Afro Blue ist ein Jazzalbum des Trios GUSH aus Mats Gustafsson, Sten Sandell und Raymond Strid. Die am 17. Dezember 1998 im Jazzclub Fasching in Stockholm entstandenen Aufnahmen erschienen am 19. Januar 2024 auf Trost Records.

## Hintergrund
Im Jahr 1988 gründete der Schlagzeuger Raymond Strid das Trio GUSH zusammen mit dem Saxophonisten Mats Gustafsson und dem Pianisten Sten Sandell. Das Debütalbum From Things to Sounds... erschien 1991 auf Dragon Records, gefolgt von Live at Fasching (1997). Ein weiterer, zunächst unveröffentlicht gebliebener Mitschnitt aus dem Club Fasching von 1998 dokumentiert das Trio in einer frühen Phase ihrer Karriere. Gustafsson, Sandell und Strid spielten zunächst strukturierte Bordun-Musik, die vom Ton und der Klangfarbe des armenischen Holzblasinstrument Duduk inspiriert war, notierte Antonio Poscic.

## Titelliste
- Gush: Afro Blue (Trost Records TR 251)[2]

1. Behind the Chords V (Sten Sandell) 27:25
2. Behind the Chords VI (Sten Sandell) 18:55
3. Afro Blue (Mongo Santamaría) 19:33
4. Improvisation 2 (After the Chords) (Gustafsson, Sandell, Strid) 2:20

## Rezeption
Bei der Live-Aufnahme von 1998 mit Strid und Sandell würde sich Mats Gustafsson in knackiger Form [in der Tradition] John Coltranes zeigen, mit funkelnden, serpentinenartigen Riffs, schrieb Antonio Poscic in The Quietus. Als sie die Musik auf Afro Blue aufnahmen, hatten sie sich eher traditionellen Free-Jazz-Formen zugewandt, behielten jedoch einen Teil ihrer früheren taktilen Textursensibilität in ihrer Musik bei. Die Darbietung würde sich zudem genauso inspiriert und künstlerisch ausgereift anhören wie die Musik, die sie seitdem veröffentlicht haben (einschließlich The March (2015) und Kraków 2018 (2023)).
Die drei Mitglieder der schwedischen Band Gush waren erstaunt über die Qualität der Musik auf diesem Archivband, als sie es ein Vierteljahrhundert nach der Aufnahme noch einmal hörten, nachdem sie es komplett in der Zwischenzeit vergessen hatten. Und sie seien zu Recht überrascht, meinte John Sharpe, der das Album in All About Jazz rezensierte. Der Konzertmitschnitt sei einfach großartig, und dies sei im Nachhinein nicht überraschend, da alle drei Teilnehmer inzwischen zu den führenden Vertretern ihres Landes in der europäischen Free-Jazz-, Improvisations- und Experimentalszene zählen.